# 바켄 키디케예바
바켄 키디케예바(키르기스어: Бакен Кыдыкеева, 1923년 10월 20일 ~ 1993년 12월 30일)는 키르기스스탄의 영화 배우, 연극 배우이다. 1970년 소련 정부로 인민예술가 칭호를 받았다.

## 출연 작품
- Салтанат (1955)
- Токтогул (1959)
- Биринчимугалим (1965)
- Саманчынынжолу (1967)